# Nikolái Merkushkin
Nikolái Ivánovich Merkushkin (en ruso: Николай Иванович Меркушкин, (Nóvye Verjissy, Mordovia; 5 de febrero de 1951) es el gobernador actual del óblast de Samara y Jefe de la República de Mordovia en la Federación de Rusia.
Merkushkin fue ingeniero eléctrico antes de ingresar a la política. Fue reelecto presidente de Mordovia en 1998 y en 2003 con el 80% de los votos. Se mantuvo en la popularidad manteniendo estable la economía en la república y el aumento de impuestos y pensiones. Sus opositores han intentado descalificarlo. Merkushkin está casado con Taísiya Merkúshkina, perteneciente a la etnia Erzyan y tienen dos hijos.